# Ninox meeki
La lechuza gavilana de manus,  nínox de Manus o nínox de la Manus  (Ninox meeki) es una especie de ave de la familia Strigidae. Se encuentra en Papúa Nueva Guinea, exactamente en la isla Manus, de donde es endémica. Vive en los bosques de esta isla, pero a veces se le ve en hábitats ribereños. A pesar de su limitado rango, es muy común.